# 蜂須賀治昭
蜂須賀 治昭（はちすか はるあき）は、阿波国徳島藩の第11代藩主。号は敬翁。

## 経歴
宝暦7年11月24日（1758年1月3日）、第10代藩主・蜂須賀重喜の長男として生まれる。母は立花貞俶の娘・伝姫。幼名は千松丸。やがて父・重喜より偏諱を賜って喜昭（よしあき）を名乗る。明和4年（1767年）7月28日、将軍徳川家治に初御目見する。明和6年（1769年）10月晦日、父重喜の隠居により、家督を相続するが、父・重喜の失政により出仕をとどめられる。翌明和7年（1770年）2月10日に赦される。同年11月7日従四位下阿波守に叙任する。なお、この日に元服し、将軍・家治から偏諱を賜り治昭（はるあき）に改名する。
安永元年（1772年）12月18日侍従に任官する。安永2年（1773年）4月18日在国の許可を得る。
文化3年（1806年）、藩祖・蜂須賀家政を祀る國瑞彦神社（徳島市）を建立。
文化10年（1813年）9月7日隠居し、次男・斉昌に家督を譲る。文化11年（1814年）、58歳で死去。
蔵書家としても知られていたらしく、足代弘訓は「書物ありきは聖堂なり、次は浅草・守村次郎兵衛（蔵前の札差で俳人）の十万巻、次は阿波の国・蜂須賀治昭の六万巻、次は塙氏（塙保己一）六万巻ばかりあり」と記した。数代に渡り蜂須賀家が収集した典籍は阿波国文庫と呼ばれる。

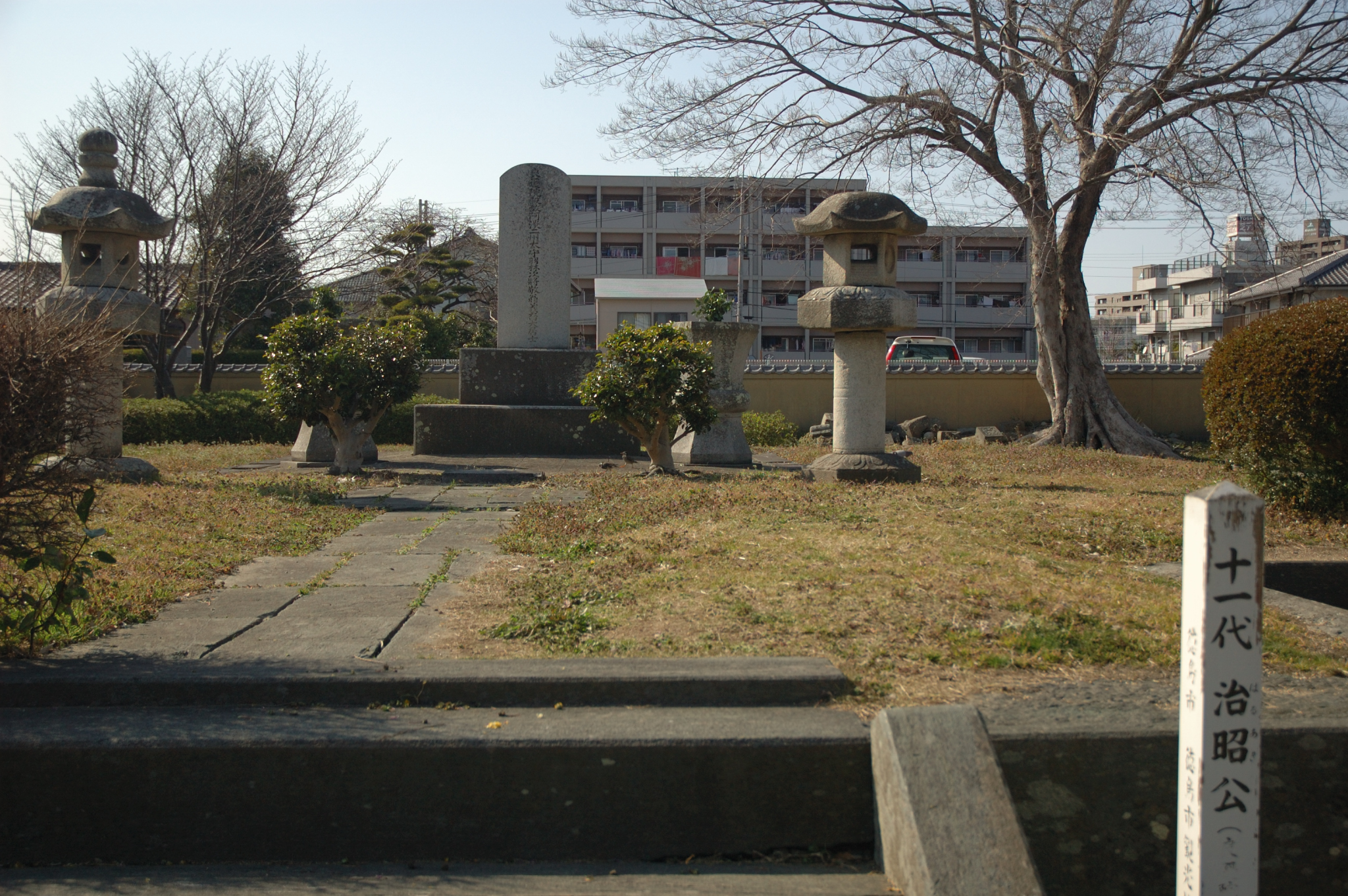
興源寺の墓所（徳島県徳島市下助任町）
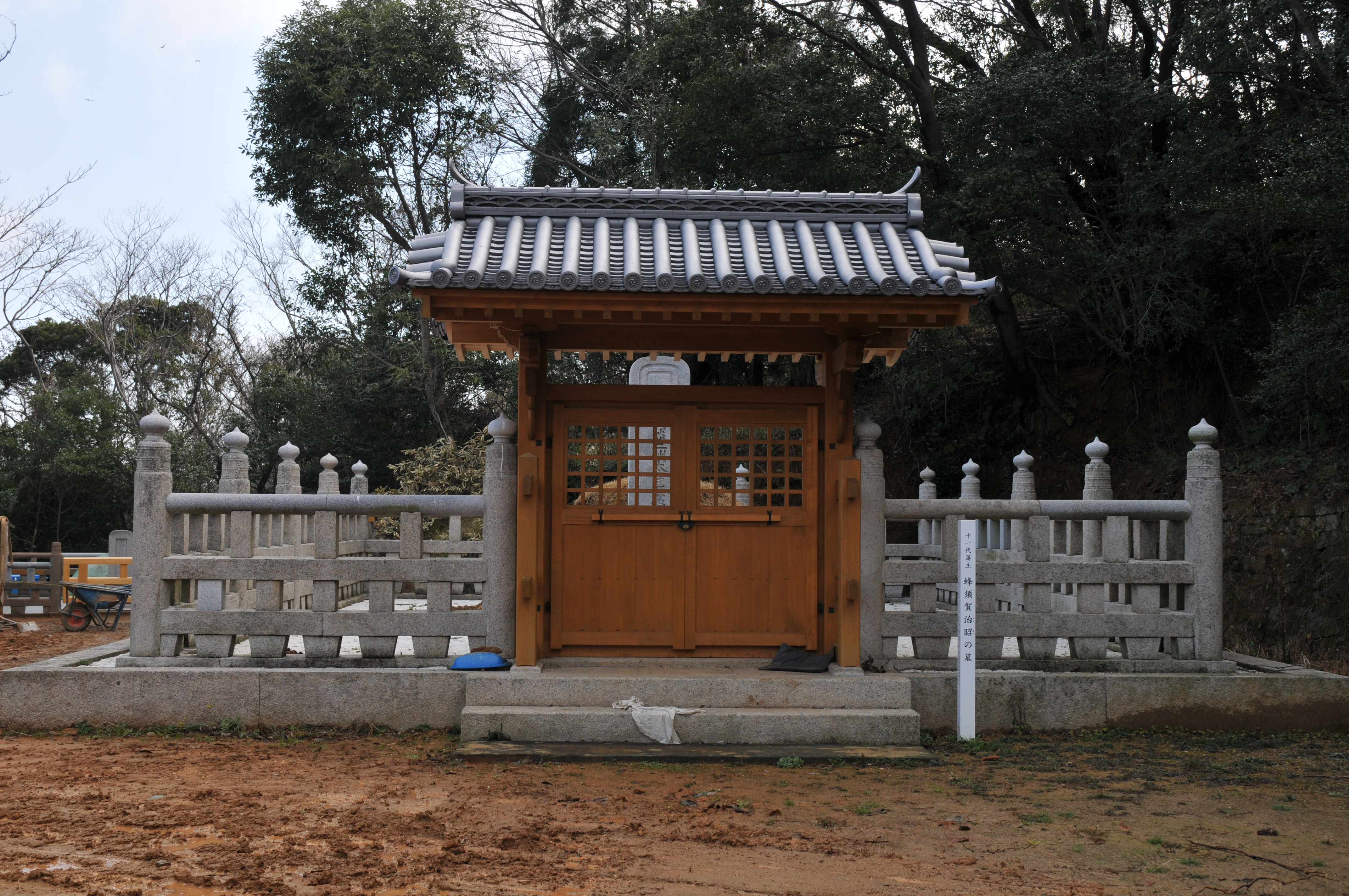
万年山墓所の墓所（徳島県徳島市眉山町）

## 系譜
- 父：蜂須賀重喜（1738-1801）
- 母：伝姫 - 立花貞俶の四女
- 正室：俊姫（1762-1786） - 井伊直幸の娘
- 側室：高野恭
  - 女子：典姫 - 大久保忠真正室
  - 男子：規次郎
- 側室：辻備
  - 女子：綱姫 - 順承院、松平定永正室
  - 次男：蜂須賀斉昌（1795-1859）
  - 三男：蜂須賀昭順 - 娘に量子
  - 女子：姞姫 - 九鬼隆徳正室
  - 女子：光姫 - 戸田光領正室
- 生母不明の子女
  - 長男：蜂須賀昭尹
- 養子
  - 女子：伊与姫（1791-1854） - 戸沢正胤正室、蜂須賀重喜娘

## 偏諱を与えた人物
- 蜂須賀昭則（実弟）
- 蜂須賀昭義（実弟）
- 蜂須賀昭栄（実弟）
- 蜂須賀昭尹（長男）
- 蜂須賀昭昌（次男・次代藩主、のち斉昌に改名）
- 蜂須賀昭順（三男）
- 池田昭訓（第8代藩主蜂須賀宗鎮の（男系）孫）